# Marit Bech
Marit Bech (Oslo, 7 marzo 1947) è una coreografa italiana.
Proviene da una famiglia di artisti tra i quali si distinsero particolarmente: Thomas Bech, violinista e compositore, Jon Erich Bech, regista cinematografico ad Hollywood, ed è cugina del grande mimo Marcel Marceau, con il quale ha studiato e lavorato.

## Biografia
Di origini russo-norvegesi, è cresciuta accademicamente in Norvegia, per poi partecipare a piccoli seminari a San Pietroburgo, dove apprese un po' la tecnica russa dell'insegnamento di danza classica all'Accademia di danza Vaganova. Tra i grandi nomi che ha avuto modo di ammirare , si ricordano Alla Ossipenko (repertorio e danza classica), Oleg Sokolov (passo a due), Irina Genzler (danza di carattere), Marina Vasilieva (metodologia), Ludmila Safronova (alunna di Agrippina Vaganova), con la quale studio, anche se superficialmente, la metodologia dal 1º all'8º anno, Valentina Chistova (danze storiche), Alexsander Stiopin (interpretazione artistica). 

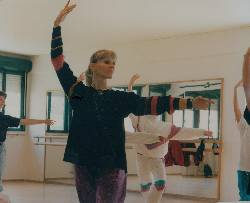
Marit Bech

È Member of International Vaganova Method Society e membro del Consiglio Internazionale della Danza-Unesco.
È Direttrice artistica dell'associazione "Amici Della Danza" (fondata da Giuliana Penzi).
In seguito ha iniziato a lavorare in Italia dove risiede da molti anni. Si è occupata di teatro, cinema e televisione. Alcune delle sue coreografie si trovano su You Tube. Tra i vari riconoscimenti ha ricevuto il titolo accademico da parte dell'Accademia Internazionale Burckhardt in Svizzera nel 1982, e quello di Senatore Accademico da parte dell'Accademia internazionale Medicea di Firenze nel 1984.
Recentemente è stata direttrice artistica per l'Italia della Coppa del mondo di danza. È stata qualche volta insegnante ospite in varie scuole di danza in Italia. Tiene periodicamente corsi amatoriali per la formazione di insegnanti del metodo Russo Vaganova dal 1º all'8º. 
È sposata con il regista Alek Shedlash.

## Filmografia
- La tua prima volta, regia di Arduino Sacco (1985)

## Opere
Ha scritto fino ad ora 13 libri, di cui 8 libri per ogni anno di studio, dal 1º all'8º:
- La danza e i Bambini (propedeutica da 4 a 8 anni),
- Mimica nella Danza (con 146 fotografie)
- Lezioni di Coreografia( le regole e lo studio di formazione coreografi)
- La Danza Classica (esposizione dei vari metodi)
- Esercizi Particolari per il miglioramento degli aspetti fisici dei ballerini.